# Alphabet Fuhrparkmanagement
Alphabet Fuhrparkmanagement GmbH to jeden z czterech największych dostawców usług zarządzaniu flotą w Europie, reprezentowany w 18 krajach i finansujący obecnie flotę ponad 555 000 pojazdów. Przedsiębiorstwo powstało w 1997 roku, jako część Grupy BMW. Firma oferuje szeroki zakres usług na każdym etapie współpracy – od doradztwa i finansowania po wsparcie serwisowe, jak również kompleksowe programy zarządzania flotą korporacyjną.

## Alphabet w Polsce
Alphabet Polska Fleet Management to firma specjalizująca się w leasingu i zarządzaniu flotą. W Polsce Alphabet zajmuje czwarte miejsce wśród największych dostawców rozwiązań Car Fleet Management, zarządzając obecnie flotą blisko 14 000 aut. Firma rozpoczęła swoją działalność na polskim rynku w 2011 roku, wraz z przejęciem struktur funkcjonującego od 2001 r. ING Car Lease.